# Gmina Błędów
Die Gmina Błędów ist eine Landgemeinde im Powiat Grójecki der Woiwodschaft Masowien in Polen. Ihr Sitz ist das gleichnamige Dorf.

## Gliederung
Zur Landgemeinde Błędów gehören folgende 52 Ortschaften mit einem Schulzenamt:
Annopol
Bielany
Błędów
Błogosław
Bolesławiec Leśny
Borzęcin
Bronisławów
Cesinów-Las
Czesławin
Dańków
Dąbrówka Nowa
Dąbrówka Stara
Fabianów
Głudna
Golianki
Goliany
Gołosze
Huta Błędowska
Ignaców
Jadwigów
Jakubów
Janki
Julianów
Kacperówka
Katarzynów
Kazimierki
Lipie
Łaszczyn
Machnatka
Machnatka-Parcela
Oleśnik
Nowy Błędów
Pelinów
Roztworów
Sadurki
Śmiechówek
Trzylatków Duży
Trzylatków Mały
Trzylatków-Parcela
Tomczyce
Wilcze Średnie
Wilhelmów
Wilkonice
Wilków Drugi
Wilków Pierwszy
Wólka Dańkowska
Wólka Gołoska
Wólka Kurdybanowska
Zalesie
Załuski
Ziemięcin
Zofiówka
Weitere Orte der Gemeinde sind Potencjanów und Sakówka.